# خنوخ (پسر قابیل)
خنوخ (عبری: חֲנוֹך‎ Ḥanōḵ)، فرزند قابیل؛ از شخصیت‌های پیدایش در تورات است. براساس تورات مدتی پس از رانده شدن قابیل و رفتن او به سرزمین نود، همسر قابیل فرزندی به دنیا آورد و نامش را خنوخ گذاشت. از آنجایی که در هنگام تولد او، قابیل سرگرم ساخت شهری بود نام فرزندش را بر آن شهر نیز گذاشت.

## روایت
پس از اینکه قابیل به سرزمین نود رسید، جایی که خدا به خاطر قتل برادرش هابیل او را از آنجا بیرون کرد، همسرش حامله شد و اولین فرزند قابیل را به دنیا آورد که او را خنوخ نامید.
این خنوخ را نباید با خنوخ، پسر یارد، که تألیف کتاب خنوخ به او نسبت داده شده، اشتباه گرفت.
پس از تولد خنوخ، متن عبری پیدایش بخش ۴:۱۷ نامفهوم است. یا قابیل شهری ساخت و آن را به نام خنوخ قدرتمند نامید، یا اینکه خنوخ شهری ساخت. اما در کتاب مقدس پادشاه جیمز، این متن به وضوح نشان می‌دهد که قابیل شهر را ساخته و به نام پسرش نامگذاری کرده‌است.
طبق کتاب یوبیل بخش ۴:۹، مادر یل خاله خنوخ عوان نام داشت.